# Pajari
Pajari är en ö i sjön Saimen och i kommunerna Puumala och landskapet  Södra Savolax, i den södra delen av Finland. Ön hänger samman genom en sandås med den största ön i Ruuhonsaaret. Öns area är 6,2 hektar, och utgör ett naturskyddsområde.